# Stein (Uhr)

Schnittansicht eines typischen Lochsteins (rot) einer mechanischen Uhr.

Lager mit Deckstein, welcher beispielsweise eingesetzt wird, um die Welle der Unruh axial zu fixieren.

Steine (rot) in einer Co-Axial-Hemmung

Stein (engl. jewel, franz. pierre oder rubis) bezeichnet in der Uhrmacherei ein aus Edelsteinen gefertigtes Lager. Diese Lagersteine sind z. B. Lochsteine, Decksteine, Wälzlagersteine, Palettensteine und die Ellipse in Uhrwerken. Der Hersteller der Steine wurde Pierrist oder Uhrensteinmacher genannt.

## Eigenschaften
Lagersteine (synonym Lochsteine) bilden aufgrund ihrer Lochung zusammen mit den metallischen Zapfen der Räderwerkswellen, der Unruhwelle und der Ankerwelle Gleitlager für Uhren. Im Vergleich zu Metall ergibt sich eine geringere Reibung und ein geringerer Verschleiß. Lagersteine wurden 1704 durch den Schweizer Mathematiker Nicolas Fatio de Duillier entwickelt.
Die Lager wurden früher aus natürlichen Edelsteinen hergestellt, während sie heute aus synthetischem Rubin oder anderen Korunden bestehen. Sie werden in die Werkplatte (grau im Bild) eingepresst oder innerhalb einer Fassung aus Gold (franz. Chaton) festgeschraubt und justiert. Die halbkugelförmige Vertiefung in einem Lochstein (ohne Deckung) bezeichnet man als Ölsenkung, welche zur Aufnahme des Uhrenöls dient (gelb im Bild).
Steine von Wälzlagern (z. B. im Kugellager des Rotors einer Automatikuhr) sind kugel- oder rollenförmig. Diese Wälzlagersteine sowie die Decksteine sind nicht gelocht und werden nicht als Lagersteine bezeichnet.
Weiterhin werden als Gleitlager Steine an der Hemmung (Ankerpalettensteine, Hebelstein) verwendet. Diese wurden erstmals von Thomas Mudge verwendet, welcher um 1757 die Ankerhemmung erfand.

## Anzahl der Steine

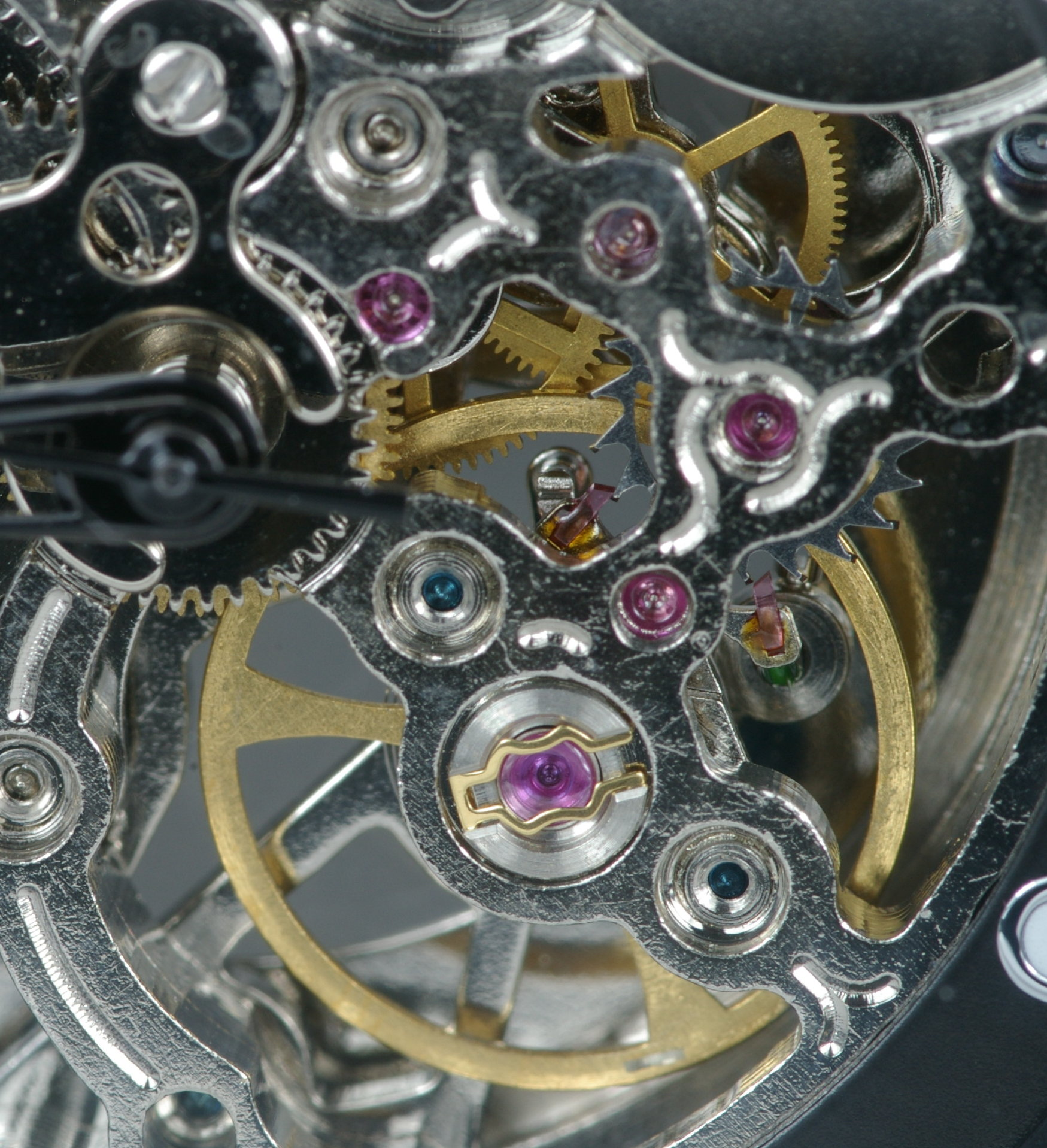
In einem Uhrwerk verpresste Steine und ein mit Stoßsicherung befestigter Unruh-Deckstein.

Eine hochwertige mechanische Armbanduhr mit Handaufzug benötigt mindestens 15 funktionelle Steine:
- zehn Lochsteine (davon je zwei für die Zapfen von Unruh, Anker, Ankerrad, Sekundenrad und Kleinbodenrad)
- zwei Decksteine für die Unruh
- zwei Palettensteine für den Anker
- einen Hebelstein (Ellipse)

Darüber hinaus können noch zwei zylindrische Wälzlager für das Federhaus, zwei Lochsteine für das Minutenrad und jeweils zwei Decksteine für Anker und Ankerrad vorhanden sein.
Je komplexer ein Uhrwerk aufgebaut ist (Grande Complication), umso mehr Lagersteine sind generell notwendig, z. B. mit automatischem Aufzug (+ mindestens 4 Steine für das Kugellager des Rotors), ewigem Kalender, Chronograph oder Repetitionsschlagwerk erhöht sich die Zahl der erforderlichen Steine. Allerdings sagt die Anzahl der Steine nichts über die Qualität des Uhrwerks aus (siehe Finissage), sondern soll vielmehr der eigenen Reputation oder der Abhebung von Wettbewerbern dienen. So verarbeiten Hersteller von Luxusuhren wie A. Lange & Söhne zwischen 30 und 70 Lagersteine. Als Verkaufsargument gestaltet man auch spezielle Ziffernblätter, welche einen Hinweis auf die verbaute Steinzahl geben sollen.
Im Zuge der Industrialisierung in Europa stieg auch die Nachfrage nach hochwertigen und handgefertigten Uhren. Mit zahlreichen Innovationen in der Lagertechnik stieg auch die Nachfrage nach Rubinen. Mit der Entdeckung verschiedener künstlicher Verfahren (Verneuil-Verfahren) konnte man zunehmend auf synthetische Rubine (Korund) zurückgreifen, bei gleichen Materialanforderungen wie Festigkeit oder den Verarbeitungsmöglichkeiten.